# Didier Lamkel Zé
Didier Lamkel Zé (sinh ngày 17 tháng 9 năm 1996) là một cầu thủ bóng đá chuyên nghiệp người Cameroon hiện tại đang thi đấu ở vị trí tiền đạo cho câu lạc bộ Metz tại Ligue 1, theo dạng cho mượn từ Hatayspor tại Süper Lig.

## Sự nghiệp thi đấu

### Chamois Niortais
Sau khi gia nhập học viện của câu lạc bộ Lille từ câu lạc bộ L'École de Football Brasseries du Cameroun (EFBC) tại quê nhà, Lamkel Zé thăng tiến qua các đội trẻ của mình. Vào mùa hè năm 2016, anh chuyển đến Chamois Niortais và kết thúc ở đội 1. Lamkel Zé ra mắt tại Ligue 2 vào ngày 29 tháng 7 năm 2016, trong trận hòa 0–0 trước RC Lens, khi vào sân thay cho Romain Grange ở những phút cuối trận. Anh ghi bàn thắng đầu tiên cho riêng mình ở tuần kế tiếp, bàn gỡ hòa trong trận hòa 1-1 với Stade Lavallois.

### Royal Antwerp
Vào ngày 24 tháng 7 năm 2018, Lamkel Zé gia nhập câu lạc bộ Antwerp tại Giải bóng đá vô địch quốc gia Bỉ theo bản hợp đồng bốn năm với tùy chọn năm thứ 5.
Vào tháng 12 năm 2020, Lamkel Zé được cho là sẽ chuyển đến câu lạc bộ Panathinaikos tại Giải bóng đá vô địch quốc gia Hy Lạp để tái hợp với huấn luyện viên László Bölöni. Không nhận được sự đồng ý từ câu lạc bộ, vào đầu tháng 1 năm 2021, Lamkel Zé đến sân tập của đội bóng trong áo đấu của Anderlecht, kình địch của Antwerp. Vào ngày 6 tháng 1 năm 2021, sau sự phẫn nộ của người hâm mộ, Lamkel Zé đã đích thân xin lỗi trên trang Twitter chính thức của Antwerp.

#### Cho mượn tại Dunajská Streda
Vào ngày 6 tháng 9 năm 2021, Lamkel Zé ký hợp đồng cho mượn một năm với câu lạc bộ Dunajská Streda tại Giải vô địch quốc gia Slovakia.

#### Cho mượn tại Khimki
Vào ngày 7 tháng 2 năm 2022, Lamkel Zé gia nhập câu lạc bộ Khimki tại Giải bóng đá Ngoại hạng Nga theo dạng cho mượn. Tuy nhiên, hợp đồng cho mượn bị chấm dứt sớm do Nga xâm lược Ukraina.

#### Cho mượn tại Metz
Theo các quy định đặc biệt do FIFA đưa ra do chiến tranh, các cầu thủ người nước ngoài đang thi đấu tại Nga được phép ký hợp đồng ngắn hạn với các câu lạc bộ khác sau khi kỳ chuyển nhượng kết thúc. Vì vậy, ngày 1 tháng 4 năm 2022, Lamkel Zé chuyển đến Metz dưới dạng cho mượn theo những điều kiện đó.

### Kortrijk
Vào ngày 23 tháng 8 năm 2022, Lamkel Zé ký hợp đồng 3 năm với câu lạc bộ Kortrijk.

### Hatayspor
Vào ngày 8 tháng 8 năm 2023, anh ký bản hợp đồng kéo dài 2 năm với câu lạc bộ Hatayspor tại Süper Lig.

## Thống kê sự nghiệp
Tính đến 22 tháng 5 năm 2022
| Câu lạc bộ             | Mùa giải            | Giải đấu                         | Giải đấu | Giải đấu | Cúp quốc gia | Cúp quốc gia | League Cup | League Cup | Châu Âu | Châu Âu | Tổng cộng | Tổng cộng |
| Câu lạc bộ             | Mùa giải            | Hạng                             | Trận     | Bàn      | Trận         | Bàn          | Trận       | Bàn        | Trận    | Bàn     | Trận      | Bàn       |
| ---------------------- | ------------------- | -------------------------------- | -------- | -------- | ------------ | ------------ | ---------- | ---------- | ------- | ------- | --------- | --------- |
| Lille B                | 2015–16             | Championnat de France Amateur 2  | 6        | 1        | —            | —            | —          | —          | —       | —       | 6         | 1         |
| Chamois Niortais       | 2016–17             | Ligue 2                          | 24       | 3        | 2            | 0            | 1          | 0          | —       | —       | 27        | 3         |
| Chamois Niortais       | 2017–18             | Ligue 2                          | 31       | 7        | 3            | 1            | 1          | 0          | —       | —       | 35        | 8         |
| Chamois Niortais       | Tổng cộng           | Tổng cộng                        | 55       | 10       | 5            | 1            | 2          | 0          | —       | —       | 62        | 11        |
| Chamois Niortais B     | 2016–17             | Championnat de France Amateur 2  | 5        | 2        | —            | —            | —          | —          | —       | —       | 5         | 2         |
| Chamois Niortais B     | 2017–18             | Championnat National 3           | 6        | 3        | —            | —            | —          | —          | —       | —       | 6         | 3         |
| Chamois Niortais B     | Tổng cộng           | Tổng cộng                        | 11       | 5        | —            | —            | —          | —          | —       | —       | 11        | 5         |
| Antwerp                | 2018–19             | Giải bóng đá vô địch quốc gia Bỉ | 28       | 4        | 1            | 0            | —          | —          | —       | —       | 29        | 4         |
| Antwerp                | 2019–20             | Giải bóng đá vô địch quốc gia Bỉ | 25       | 6        | 6            | 0            | —          | —          | 4       | 1       | 35        | 7         |
| Antwerp                | 2020–21             | Giải bóng đá vô địch quốc gia Bỉ | 21       | 8        | 2            | 1            | —          | —          | 1       | 1       | 24        | 10        |
| Antwerp                | Tổng cộng           | Tổng cộng                        | 74       | 18       | 9            | 1            | —          | —          | 5       | 2       | 88        | 21        |
| Dunajská Streda (mượn) | 2021–22             | Giải vô địch quốc gia Slovakia   | 7        | 2        | 0            | 0            | —          | —          | 0       | 0       | 7         | 2         |
| Khimki (mượn)          | 2021–22             | Giải bóng đá Ngoại hạng Nga      | 3        | 2        | 0            | 0            | —          | —          | —       | —       | 3         | 2         |
| Metz (mượn)            | 2021–22             | Ligue 1                          | 9        | 3        | —            | —            | —          | —          | —       | —       | 9         | 3         |
| Tổng cộng sự nghiệp    | Tổng cộng sự nghiệp | Tổng cộng sự nghiệp              | 163      | 40       | 14           | 2            | 2          | 0          | 5       | 2       | 184       | 44        |

## Danh hiệu
Antwerp
- Cúp bóng đá Bỉ: 2019–20[15]